# Ленино (Тотемский район)
Ленино — деревня в Тотемском районе Вологодской области.
Входит в состав Калининского сельского поселения, с точки зрения административно-территориального деления — в Калининский сельсовет.
Расстояние по автодороге до районного центра Тотьмы — 17 км, до центра муниципального образования посёлка Царёва — 8 км. Ближайшие населённые пункты — Игначево, Козловка, Рязанка, Село.
По переписи 2002 года население — 30 человек (14 мужчин, 16 женщин). Всё население — русские.